# Verhneakî, Starokosteantîniv
Verhneakî (în ucraineană Верхняки) este un sat în comuna Mîroliubne din raionul Starokosteantîniv, regiunea Hmelnîțkîi, Ucraina.

## Demografie
Componența lingvistică a localității Verhneakî
     Ucraineană (99,63%)
     Alte limbi (0,37%)
Conform recensământului din 2001, majoritatea populației localității Verhneakî era vorbitoare de ucraineană (99,63%), existând în minoritate și vorbitori de alte limbi.